# متسوطنة وهمية
المستوطنات الوهمية (بالإنجليزية: Phantom settlement)‏ أو المدن الورقية (بالإنجليزية: paper towns)‏، هي مستوطنات تظهر على الخرائط ولكنها غير موجودة في الواقع. فهي إما حوادث أو فخاخ حقوق النشر [الإنجليزية]. تشمل الأمثلة البارزة أرجليتون في لانكشير بالمملكة المتحدة وبياتوسو وجوبلو بالولايات المتحدة.
غالبًا ما تنتج المستوطنات الوهمية عن فخاخ حقوق الطبع والنشر، والمعروفة أيضًا باسم (Mountweazels)، والتي تحدث عندما يتم وضع إدخال زائف في الأدبيات للقبض على الناسخين غير القانونيين. تم اختراع مدينة أغلو، نيويورك [الإنجليزية]، على خريطة الثلاثينيات من القرن الماضي باعتبارها فخًا لحقوق الطبع والنشر. وفي عام 1950، تم بناء متجر عام هناك وسمي متجر آغلو العام، حيث كان هذا هو الاسم الظاهر على الخريطة. وهكذا تحولت المستوطنة الوهمية إلى مستوطنة حقيقية.
هناك أيضًا مستوطنات تحمل أسماء خاطئة، مثل قريتي (Mawdesky) و(Dummy 1325) في لانكشار على خرائط جوجل.
هناك نظرية مؤامرة ساخرة مفادها أن مدينة بيلفلد الألمانية هي مستوطنة وهمية، على الرغم من أن عدد سكانها يزيد عن 300 ألف نسمة.